# Gérard Blain
Pour les articles homonymes, voir Blain (homonymie).
Cet article possède un paronyme, voir Gérard Brach.
Gérard Blain, né le 23 octobre 1930 à Paris et mort le 17 décembre 2000 dans la même ville, est un acteur, réalisateur et scénariste français.

## Biographie

### Enfance
Gérard Blain est issu d'une famille parisienne depuis plusieurs générations. Il est très jeune quand son père, architecte en chef de la ville de Paris, délaisse le foyer familial. Les relations de Gérard Blain avec sa mère et sa sœur deviennent alors conflictuelles. Il quitte l'école à 13 ans sans même avoir le certificat d'études primaires et commence une vie mouvementée d'enfant de la rue, livré à toutes sortes de difficultés dans le Paris de l'Occupation. L'année de ses 14 ans, alors qu'il travaille comme garçon d'écurie à Maisons-Laffitte, il est victime d'une agression sexuelle de la part d'un homme, ce qui le rendra homophobe toute sa vie. À 14 ans, il fait un bref séjour dans les FFI. Il dira lui-même « Depuis mon enfance, je me considère avec la société en état de légitime défense ». Cette enfance malheureuse sera un des sujets récurrents de ses films, notamment Un enfant dans la foule, film aux accents autobiographiques.

### Débuts
Avec un physique entre Alain Delon et James Dean, il commence par hasard à faire de la figuration dans des films, remarqué pour sa « belle petite gueule ». C'est Julien Duvivier qui, en lui donnant enfin un rôle consistant dans Voici le temps des assassins, alors qu'il a 26 ans, le lance définitivement dans le monde du cinéma. Il rencontre les réalisateurs de la Nouvelle Vague, notamment Jean-Luc Godard, Claude Chabrol, nés la même année que lui, et devient vedette avec Le Beau Serge. Il joue dans le film hollywoodien Hatari aux côtés de John Wayne et prétend lui avoir appris à tenir une winchester. Toutefois, ne pouvant s'adapter au vedettariat à l'américaine, il refuse de signer un contrat et revient en France.

### Personnalité affirmée
Les idées de Gérard Blain sur le cinéma se heurtent à un certain conformisme qu'il rejette. C'est un acteur rebelle, moralement intransigeant, nostalgique des « valeurs disparues », en révolte permanente contre son temps. Il s'exprime enfin en passant à la réalisation en 1971 avec Les Amis. Gérard Blain se veut un puriste du cinéma, préférant les acteurs amateurs aux professionnels, partisan de l'épure des plans et d'un son maîtrisé, hostile à tout effet artificiel. Son cinéma est extrêmement influencé par Robert Bresson, qu'il admire. Il tourne en tant que réalisateur une dizaine de films, dont deux sont sélectionnés pour le Festival de Cannes, mais il n'arrive jamais à obtenir un véritable succès populaire.
Certains considèrent Gérard Blain comme un « anarchiste de droite », en raison de son anticonformisme éthique. En 1999, il signe pour s'opposer à la guerre en Serbie la pétition « Les Européens veulent la paix », lancée par le collectif Non à la guerre. Il considère aussi que la France est sous une trop grande influence américaine et fait savoir son soutien à Jack Lang quand celui-ci, nouveau Ministre de la culture, refuse d'aller au Festival du cinéma américain de Deauville : « Il faut que monsieur Lang sache bien qu’en boycottant le festival de Deauville, il a réveillé en nous l’espoir d’une libération culturelle. Il n’a plus le droit de nous décevoir ».

### Vie privée
Il a été successivement marié aux actrices Estella Blain (1953 à 1956) et Bernadette Lafont (1956 à 1959), puis à Monique Sobieski (1960 à 1966) avec qui il a eu un fils (Paul, 1960), enfin à Marie-Hélène Bauret (1966 à 2000) avec qui il a eu deux autres fils (Régis et Pierre).

### Mort
Le 17 décembre 2000, Gérard Blain décède des suites d'un cancer à l'âge de 70 ans,. Il est inhumé au cimetière de Saint-Cloud.

## Filmographie

### Acteur
- 1944 : Le Bal des passants de Guillaume Radot : non crédité
- 1944 : Le Carrefour des enfants perdus de Léo Joannon : non crédité
- 1945 : Les Enfants du paradis de Marcel Carné : non crédité
- 1946 : Fils de France de Pierre Blondy : non crédité
- 1954 : Avant le déluge d'André Cayatte : un lycéen (non crédité)
- 1954 : Touchez pas au grisbi de Jacques Becker : le portier de la boîte de nuit
- 1954 : Escalier de service de Carlo Rim : le photographe, copain de Léo (non crédité)
- 1956 : Voici le temps des assassins de Julien Duvivier : Gérard Delacroix
- 1956 : Crime et Châtiment de Georges Lampin : Jean Fargeot
- 1957 : Les Mistons, court métrage de François Truffaut : Gérard
- 1958 : Le Beau Serge de Claude Chabrol : Serge
- 1958 : Les Jeunes Maris (Giovani mariti) de Mauro Bolognini : Marcello
- 1958 : Le désir mène les hommes de Mick Roussel : Olivier Jourdans
- 1959 : Les Cousins de Claude Chabrol : Charles
- 1959 : Match contre la mort de Claude Bernard-Aubert : Jacques Lourmel
- 1960 : Le Bossu de Rome (Il gobbo) de Carlo Lizzani : le bossu
- 1960 : Les Dauphins (I delfini) de Francesco Maselli : Anselmo Foresi
- 1960 : Charlotte et son Jules, court métrage de Jean-Luc Godard : un type
- 1960 : La Rue des amours faciles (Via Margutta) de Mario Camerini : Stefano
- 1961 : La Peau et les Os de Jean-Paul Sassy : Mazur
- 1961 : Traqués par la gestapo (L'oro di Roma) de Carlo Lizzani : Davide
- 1962 : Quand la colère éclate (Lo sgarro) de Silvio Siano : Paolo
- 1962 : Hatari ! d'Howard Hawks : Chips Chalmoy
- 1963 : Viol à l'italienne (Lo smania addosso) de Marcello Andrei : Toto Cacace
- 1963 : Les Vierges de Jean-Pierre Mocky : Xavier de Brétevielle
- 1963 : La Soupe aux poulets de Philippe Agostini : Claudio
- 1964 : La Bonne Soupe de Robert Thomas : le peintre
- 1964 : Boulevard du vice (Via Veneto) de Giuseppe Lipartiti : Renato
- 1965 : Une garce inconsciente (Un amore) de Gianni Vernuccio : Marcello
- 1966 : L'Inconnue, court métrage de Claude Weisz : le jeune homme
- 1966 : Objectif Hambourg, mission 083 (MMM 83 - Missione morte molo 83) de Sergio Bergonzelli : Robert Gibson
- 1966 : Joë Caligula - Du suif chez les dabes de José Benazeraf : Joë Caligula
- 1967 : Un homme de trop de Constantin Costa-Gavras : Thomas
- 1968 : Negresco (Negresco – Eine tödliche Affaire) de Klaus Lemke (de) : Roger
- 1970 : Caïn de nulle part de Daniel Daert : Caïn
- 1971 : Paul et Françoise (Paolo e Francesca) de Gianni Vernuccio : Giovanni Malatrasi
- 1973 : Le Pélican de Gérard Blain : Paul (+ scénario)
- 1976 : Un enfant dans la foule de Gérard Blain : un passant (non crédité)
- 1977 : L'Ami américain (Der amerikanische Freund) de Wim Wenders : Raoul Minot
- 1977 : La Machine de Paul Vecchiali : le journaliste
- 1978 : Utopia d'Iradj Azimi : Gérard
- 1981 : La Flambeuse de Rachel Weinberg : Henri, le mari architecte de Louise
- 1982 : Si je réponds pas c'est que je suis mort de Christine Van de Putte : Gérard Beckel
- 1983 : Un dimanche de flic de Michel Vianey : Emilio
- 1983 : Cinéma 16, série télévisée, épisode La Derelitta de Jean-Pierre Igoux : Redza
- 1984 : Cinéma 16, série télévisée, épisode Sortie interdite de Patty Villiers : Henri Fontenoy dit « Le Colonel »
- 1986 : La Presqu'île de Georges Luneau : Simon
- 1987 : Poussière d'ange d'Édouard Niermans : Broz, l'avocat
- 1989 : L'Enfant de l'hiver d'Olivier Assayas : le père de Stéphane
- 1989 : Jour après jour d'Alain Attal : Richard Lunet
- 1989 : Natalia de Bernard Cohn : Claude Roitman
- 1990 : Les Cinq Dernières Minutes, série télévisée, épisode Hallali de Patrick Bureau : Régis
- 1992 : Chasse gardée de Jean-Claude Biette : Pierre Bufières
- 1995 : Jusqu'au bout de la nuit de Gérard Blain (+ scénario) : François
- 1999 : Cinématon #1996 de Gérard Courant : lui-même
- 2001 : Bandits d'amour de Pierre Le Bret : le prêtre

### Réalisateur
- 1971 : Les Amis (Léopard d'or au Festival de Locarno)
- 1973 : Le Pélican (sélection à la Berlinale 1974)
- 1976 : Un enfant dans la foule (sélection au Festival de Cannes)
- 1978 : Un second souffle
- 1980 : Le Rebelle
- 1983 : Michel Tournier, documentaire TV, collection Témoins
- 1986 : Pierre et Djemila (sélection au Festival de Cannes)
- 1993 : La Fortune de Gaspard
- 1995 : Jusqu'au bout de la nuit
- 2000 : Ainsi soit-il (Léopard d'or au Festival de Locarno)

## Théâtre
- 1945 : Topaze de Marcel Pagnol, mise en scène Alfred Pasquali, théâtre Pigalle.
- 1947 : Les Épiphanies d'Henri Pichette, mise en scène Georges Vitaly, théâtre des Noctambules.
- 1953 : Été et Fumées, adaptation par Paule de Beaumont de la pièce Summer and Smoke de Tennessee Williams, mise en scène Jean Le Poulain, théâtre de l'Œuvre.
- 1955 : La Tragédie des Albigeois de Maurice Clavel et Jacques Panijel, mise en scène Raymond Hermantier, festival de Nîmes.
- 1959 : Le Vélo devant la porte, adaptation par Marc-Gilbert Sauvajon de la pièce Desperate Hours de Joseph Hayes, mise en scène Jean-Pierre Grenier, théâtre Marigny.

## Distinctions

### Récompense
- Festival de Locarno 1971 : Léopard d'or de la meilleure première œuvre pour Les Amis
- Festival de Locarno 2000 : Léopard d'or pour Ainsi soit-il

### Sélections
- Berlinale 1974 : Le Pélican, sélection officielle en compétition
- Festival de Cannes 1976 : Un enfant dans la foule, sélection officielle en compétition
- Festival de Cannes 1987 : Pierre et Djemila', sélection officielle en compétition